# Nederlands Padvindstersgilde

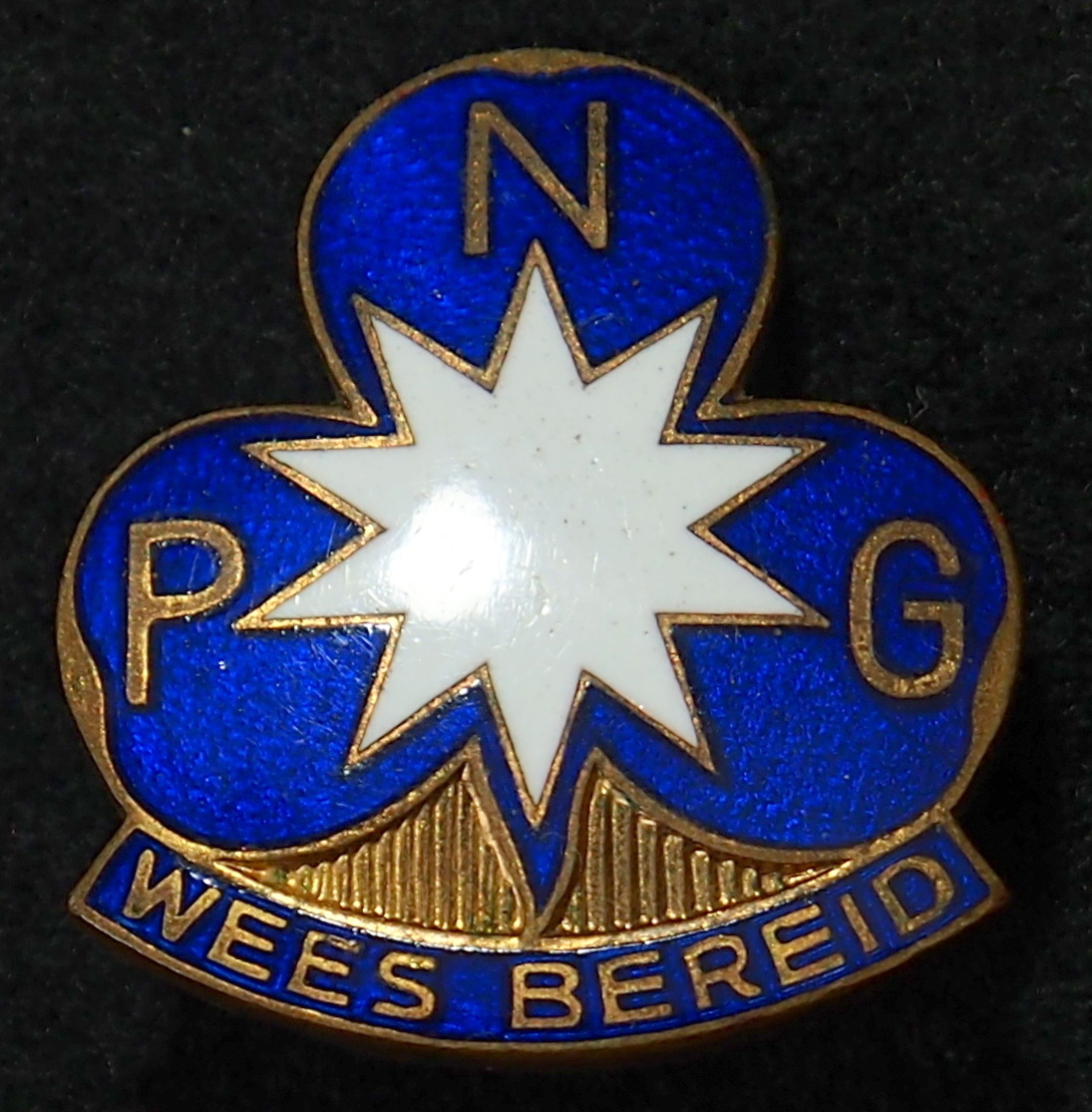
Embleem van het NPG

Het Nederlandse Padvindstersgilde (NPG), was een algemene scoutingorganisatie voor meisjes in Nederland tussen 1933 en 1973.
Het Nederlandse Padvindstersgilde kwam voort uit het in 1916 opgerichte Nederlandsche Meisjesgilde (NMG). Het hoofdbestuur was gevestigd op de Raamweg 2 in Den Haag. Tot 1936 was Esther Welmoet Wijnaendts Francken-Dyserinck de vicevoorzitter. Vlak na de oprichting waren er in 1938 zo'n 7000 leden in Nederland en in Nederlands Oost-Indië. Na het topjaar 1963 met 29.000 leden daalde het ledenaantal in 1969 naar 18.000. Het ledenblad heette De Padvindster en het leidstersblad Schalmei.
In maart 1948 werd samen met de Nederlandse Gidsenbeweging de Nationale Padvindstersraad opgericht. Omdat bij het Internationale Bureau voor Guiding (WAGGGS) maar één landelijke organisatie werd geaccepteerd, moesten deze twee bewegingen in een organisatie worden ondergebracht. Koningin Juliana, die al sinds 1936 beschermvrouwe van het NPG was, werd dat na de oprichting van de Nationale Padvindstersraad ook van de NGB.
In juli 1948 werd het landhuis met een deel van het park van het landgoed Buitenzorg in Baarn aangekocht. Op 25 juni 1949 werd Scoutcentrum Buitenzorg als het hoofdkampeerterrein van het Nederlandse Padvindstersgilde geopend door koningin Juliana. Ook had het NPG eigen kampeerterreinen in Eerde, Dwingeloo en Jisp.
Op 6 januari 1973 fuseerde het NPG met De Nederlandse Padvinders, de Katholieke Verkenners en de Nederlandse Gidsen tot Scouting Nederland.